# Stazione di Nova Siri-Rotondella
La stazione di Nova Siri-Rotondella è la stazione ferroviaria di Nova Siri, in provincia di Matera e serve anche la cittadina di Rotondella distante pochi chilometri. 
L'impianto ferroviario (riammodernato nell'ultimo periodo) risulta essere privo di traffico passeggeri dal giugno 2016 (a causa del ridimensionamento dell'offerta da parte di Basilicata e Calabria) anche se continua ad essere utilizzata per precedenze e incroci dai treni merci essendo il tratto Taranto-Metaponto-Sibari collegato alla ferrovia Sibari-Cosenza e quindi tramite la ferrovia Cosenza-Paola alla Ferrovia Tirrenica Meridionale con il Porto di Gioia Tauro. Durante l'estate 2024 vi effettuano fermata due coppie di treni regionali del servizio "Magna Grecia Line" operato da Trenitalia esclusivamente nei giorni di sabato e domenica dal 9 giugno al 29 settembre 2024, tra le stazioni di Taranto e Sibari.